# رادیکا
رادیکا (به انگلیسی: Radika) رودخانه‌ای به‌طول ۷۰ کیلومتر است که در کوزوو، جمهوری مقدونیه جریان دارد.